# 한진중공업 사태
한진중공업 사태는 2010년 12월 28일부터 2013년 2월까지 대한민국과 필리핀에서 일어났던 한진중공업 조선 부문 정리해고 반대 및 노동 조건 개선 파업과 관련있는 일련의 사건을 말한다.

## 진행

### 대한민국

#### 1차
2010년 12월 15일, 경영 악화를 이유로 한진중공업 측이 생산직 근로자 400명을 희망 퇴직시키기로 결정한 것에 노조가 반발하여, 12월 28일부터 "정리해고 전면 철회"를 주장하며 나흘간 농성을 벌였으며, 2011년 1월 6일부터는 민주노총 김진숙 부산본부 지도위원이 한진중공업 내의 85호 크레인에서 고공농성에 들어갔다. 그럼에도 한진중공업 측이 입장을 고수하자, 2월 14일, 17호 크레인에서도 고공농성을 하였다가, 5월 13일, 기자회견을 통해 고공시위 종료를 밝히기도 하였다. 이후, 6월 11일에는 16대로 구성된 '희망버스'가 한진중공업에 도착하여, 촛불행진 및 한진중공업 내 진입을 시도하였고, 그 결과 용역 직원 20여 명(사측 주장)과 노조원 수십 명이 부상을 입었다.

#### 2차
2011년 7월 9일, '2차 희망버스'로 이루어진 약 만 명(경찰 추산 7천 명 이상)의 시위대가 집회를 열었으며, 정동영 민주당 최고위원, 유시민 국민참여당 대표, 민주노동당, 진보신당 등 야당 의원들도 함께 하였다. 이들 시위대는 부산역 광장에서 공연을 연 후 오후 9시 20분 경 부산의 중심도로인 중앙로 한쪽을 점거하고 영도로 향했다. 경찰은 이들을 위해 부산역 앞 중앙로를 통제하였고 경찰은 시위가 도로 무단 점거와 한진중공업 진입 시도 등 폭력시위로 변질되었다고 판단하여, 최루액으로 시위대를 진압하였다.
그 과정에서 50명이 연행되었으며, 경찰은 이들의 추가 혐의가 밝혀지면 엄중 처벌할 것으로 알려졌다. 한편, 최루액의 사용에 대해 보건의료단체연합이 비판 성명을 내기도 하였으며, 경찰의 최루액 무단 방류 의혹이 일어나기도 하였다.
한편, 민주당 손학규 대표가 2011년 7월 14일 영도조선소를 방문하는 등의 행보를 보이기 이틀 전인 7월 12일 한진중공업 사태에 대한 외부개입을 반대하는 성명서를 낸 바 있다. 특히 성명에 함께 한 민주당 소속 구의원 최은보씨는 "당보다 주민이 우선시되어야 한다"며 3차 희망버스는 반드시 저지하겠다는 뜻을 밝히기도 했다.

#### 3차
2011년 7월 30일, 3차 희망버스로 이루어진 1만여 명(경찰 추산 5천여 명)의 시위대는 부산역, 롯데백화점, 대선조선 2공장 등지에 모여 시위를 열었으며, 다음날인 7월 31일 오후, 기자회견을 통해 자진해산하였다.
이에 반대하는 대한민국 어버이연합 등 보수단체 회원 300여 명으로 구성된 '참희망버스'와 부산광역시는 7월 30일, 영도대교, 자갈치 시장 등지에서 '희망버스' 시위대를 저지하면서, 시위대와 마찰을 빚기도 하였으며, 그 결과로 한 명이 부상을 입었다.
한편, 한진중공업 조남호 회장은 해외 출장을 마치고 돌아온 2011년 8월 10일, 부산시청에서 대국민성명을 발표하면서 외부세력 개입 자제 등을 호소했다.

#### 5차

제5차 희망버스 반대 홍보 차량

이런 가운데 9월 25일 5차 희망버스가 10월 8일 계획되고 있다는 사실이 알려져 논란이 일고 있다. 허남식 부산시장과 제종모 부산시의회 의장은 부산국제영화제 기간에 큰 방해가 될 것이라며, 5차 희망버스에 대한 반대의견을 밝혔다.
자유선진당도 논평을 내고 "어떠한 이유로도 5차 희망버스의 부산운행을 합리화할 수 없다. 특히 영화제 기간 중에는 행사와 질서유지를 위해 많은 전의경이 차출된다. 공권력 공백상황에서 부산시민과 충돌이라도 한다면 이를 어찌한단 말인가?"고 주장했다.

#### 이후
2011년 11월 10일, 노사간의 합의로 85호 크레인에서의 농성이 종료되었다. 그것을 기념하여 11월 19일날 부산 영도구 청학동 청학수변공원에서 마지막 희망버스를 개최하였으며, 여기에는 한진중공업 해고자와 희망버스 지지자 60명을 포함한 총 200명이 참가하였다.

### 필리핀
필리핀의 수빅 조선소에서는 2007년 이후 산재사고로 총 30여 명이 사망한 것으로 추산되며, 그에 따른 노동 조건 개선 및 불법 해고 철회를 요구하며 시위가 잇따라 일어나고 있다.